# 姚贝娜
姚貝娜（1981年9月26日—2015年1月16日），湖北武漢人，中国青年歌唱家、中國音樂家協會會員、中國文藝志願者理事，2009年退伍前為中国人民解放军海军政治工作部文工团獨唱。本科畢業於中国音乐学院聲樂歌劇系，精通民族与流行唱法。2005年参演音乐剧《金沙》，饰演女主角“金”，2008年獲得CCTV第13屆全国青年歌手电视大奖赛青歌赛流行唱法金獎，同年參加北京奧運會閉幕式的演唱。2007、2010和2014年獲邀上中國中央電視臺的春节联欢晚会歌唱。2015年1月16日因乳腺癌復發逝世，捐献眼角膜帮助四人。第41981號小行星以「姚貝娜」命名。

## 成长经历
1981年9月26日，姚贝娜出生于湖北省武汉市的一个音乐家庭。其父姚峰为声乐老师，是武汉音乐学院副教授，曾是深圳音协主席、深圳群众艺术馆馆长，广东省音乐家协会副主席，广东省流行音乐协会副主席。姚贝娜母亲为李信敏，毕业于武汉音乐学院1977年戏剧专科班，曾經是湖北省歌舞团（今湖北省歌剧舞剧院）歌唱演员。姚贝娜的父母是同学。姚贝娜的名字中，“贝”字由父亲所选，来自音乐家吉诺·贝基（Gino Bechi），“娜”字由母亲选取。姚贝娜小学就读于武昌实验小学，初中就读于武汉市第四十五中学，高中就读于武汉音乐学院附属中学，大学就读于中国音乐学院。

## 音樂生涯
受到家人的影响，姚贝娜于4岁开始学习钢琴，9岁开始进录音棚。1991年，演唱由父亲姚峰作曲的《三峡的孩子》，是现有资料中姚贝娜最早的原唱歌曲。大学之前的姚贝娜已经为多首歌曲录制小样。
1997年8月，姚贝娜考入武汉音乐学院附属中学就读高中，师从父亲姚峰和冯家慧。在校期间，姚贝娜参加“第8届大红鹰杯全国青年歌手电视大奖赛”，获得湖北赛区专业组通俗唱法第二名。2000年考入中国音乐学院声乐歌剧系（简称“声歌系”）民族唱法专业五年制本科，先后师从董华教授和马秋华教授。尽管姚贝娜在中国音乐学院接受民族唱法训练，她本人却热爱流行音乐，尤其是摇滚歌曲，并且在业余时间与好友一起在酒吧驻唱。受到捞仔的邀请，她在大學時已经开始为影视剧录制原声带。2005年，姚贝娜本科毕业。
2005年，姚貝娜担任中国首个大型原创音乐剧《金沙》的第一任女主角，角色為太阳神鸟的化身“金”。此劇基於2001年四川成都金沙遗址的发现。對姚貝娜而言，《金沙》是她出道的作品。
同年8月1日，姚贝娜进入中国人民解放军海军政治部歌舞团（海政文工团），成为文职干部身份的专业独唱演员。
在文工团期间，姚贝娜一度觉得自己不适应而陷入抑郁状态，曾三次提出辞职申请，最终于2009年11月正式获批从部队文工团退伍。在海政文工团期间，除了参与歌曲演唱、小品表演等慰问演出，她先后代表海政文工团夺得2006年第十二届CCTV青年歌手电视大奖赛流行组银奖和2008年第十三届CCTV青年歌手电视大奖赛流行组金奖，在劉家昌等人的打分下最终凭借《日月凌空》成为了青歌赛历史上首位“百分冠军”。“青歌赛”的银奖和金奖分别为姚贝娜带来三等功和二等功的军功章。
2006年10月，姚贝娜在美国华盛顿約翰·甘迺迪表演藝術中心担任宋祖英《好一朵美丽的茉莉花》个人音乐会的表演嘉宾，与宋祖英、陈莉莉、阿幼朵合唱歌曲《哭嫁歌》。
在2007年的中央電視臺春節聯歡晚會上，姚貝娜首次登上春晚舞台，與火风共同演唱《老婆老公我爱你》。
2008年8月，姚贝娜参加北京奥运会闭幕式，与韦唯、孙楠等40余位歌手合唱歌曲《超越》。 这年10月，姚貝娜發行第一張個人專輯《心如明月》。
2009年3月，還在部隊的姚貝娜以「姚百那」為化名，擔任劉家昌香港紅磡音樂會嘉賓，獨唱《獨上西樓》等歌曲，並與張敬軒等人合唱《連心》等歌曲。同年11月，姚貝娜退伍。離開部隊後，姚貝娜签约沙寶亮的“乐巢音尚”公司，發布首張個人EP《來不及》。 12月30日，姚贝娜推出个人单曲《问红尘》，作为網絡游戲《大明龙权》的主题曲。
在2010年中央電視臺的春節聯歡晚會中，姚貝娜二度登台，与师鹏、熊汝霖等人合唱《我要歌唱》。7月15日，姚贝娜在深圳音樂廳與父親姚峰、師兄劉罡舉辦「今夜吹來低碳風」音樂會，演唱包括個人原创搖滾單曲《黑》等歌曲。當晚演唱會的全部收入捐贈予2010年中國水災災區。
2011年，还在化疗期间的姚贝娜受到刘欢的邀请，在电视剧《后宫甄嬛传》中演唱片头曲《红颜劫》，以及《菩萨蛮》、《惊鸿舞》、《采莲》、《金缕衣》等剧中所有插曲。
2012年6月，姚贝娜举行个人专辑《小头发》发布会，甄嬛传导演郑晓龙、音乐人三宝、捞仔 (音乐家)现场助阵，刘欢、孙楠、董卿、孙俪、孙茜、李东学等演艺圈好友和电视剧《甄嬛传》演员发来视频录像表示祝福。 同月，姚贝娜推出单曲《画情》作为电影《画皮2》的宣传曲。 11月22日，姚贝娜推出个人单曲《生命的河》，作为冯小刚执导的电影《一九四二》的主题曲。
2013年1月1日，姚贝娜推出与沙宝亮合唱的歌曲《阆中之恋》。 2013年3月，姚贝娜担任第十五届青歌赛流行组复赛评委，成为青歌赛史上最年轻的评委。同年7月，她参加了《中国好声音》第二季，盲选演唱张惠妹的《也许明天》，加入那英组，成为第二期《中国好声音》人气最高的学员之一。姚貝娜在那英組冠軍戰中總得分不及另一名選手萱萱，無緣進入決賽。此事引發激烈討論，不少觀衆認為節目組故意淘汰姚貝娜，從而有了《中国好声音》「黑幕」說。同年10月，姚贝娜和孙楠一起为电视剧《打狗棍》合唱片尾曲《牵挂》。同年12月，姚贝娜获“2013年国剧盛典观众最喜爱的影视歌曲演唱人”，同月發布由梁翹柏、唐恬、崔迪、文雅（胥文雅）等人填詞作曲的EP《二分之一的我》，其中包括代表作《心火》。
2014年1月，姚贝娜演唱陳少琪填词的迪士尼电影《冰雪奇缘》(Frozen) 中國大陸華語主题曲《随它吧》。同年1月，姚貝娜於2014马年央视春晚上在零点前压轴独唱《天耀中华》。3月，姚貝娜成为江苏省镇江市“三山”国家风景名胜区形象代言人，演唱水景秀《白蛇传》宣传主题曲《依爱》。同年4月26日，姚贝娜参加在北京五棵松体育馆举办的《蒙牛酸酸乳MusicRadio中国TOP排行榜》颁奖晚会，《心火》获得“年度金曲”，姚贝娜获得“音乐之声DJ最爱艺人”以及“年度最佳女歌手”三项大奖。5月17日，姚贝娜参加由浙江电台“动听968”和香港新城电台联合举办的“第一届中国新歌榜颁奖盛典”，荣获“亚洲最欣赏女歌手”和“年度十大新歌”两项大奖。5月22日。姚贝娜获得第七届城市至尊音乐榜“年度至尊女歌手”和“年度20大金曲”。同年7月，姚贝娜献唱惊悚电影《笔仙3》主题曲MV《黑夜落雪》。這年11月13日的《Hi歌》節目中，姚貝娜帶病參與演出，首唱孙嫣然姐妹創作的《魚》，並藉成爲“年度终极《Hi歌》争夺的七位歌手”之一。同年12月27日的《Hi歌》年度盛典中，姚貝娜因病重而缺席，创作人孙嫣然代其献唱。
姚貝娜於2015年1月16日離世。同年4月15日，於2009年由劉家昌監製的專輯《永存》發布，同年9月26日，姚貝娜34歲冥当天，專輯《天生驕傲》發布。
2016年1月16日，姚貝娜逝世一週年當天，由李偲菘作曲、文雅填詞的遺作《風光》發布。文雅在微博表示，《風光》這首歌是「我知道你復發後懷著無法言說的心情寫的，是你在知道生命所剩無幾時唱的」。

## 患病与逝世
姚贝娜于2011年4月首次发现患有乳腺癌的可能，同年5月31日在北京大学人民医院接受了手术，术后接受8次化疗。同年10月底，姚贝娜完成了全部化疗。化疗期间，姚贝娜受到刘欢的邀请，为电视剧《甄嬛传》演唱《菩萨蛮》、《红颜劫》、《金缕衣》等配乐。
2013年9月27日，作為國內第一個公開自己患乳腺癌經歷的歌手，姚贝娜出席了由《时尚健康》杂志主办的2013粉红丝带乳腺癌防治运动粉红庆典，成为粉红丝带代言人並拍攝寫真。。
2014年6月27日，姚贝娜被查出癌症复发，癌细胞通过血行转移至肝脏、骨骼，并且在接下来几个月的时间内发生了肺转移和脑转移。
2014年10月，姚贝娜抱病参加Hi歌节目，10月23日演唱孙嫣然姐妹创作的《鱼》。这是姚贝娜在录音舞台的绝唱。姚贝娜在Hi歌节目彩排过程中还出现过咳血的状况，也因病没能出席该节目于2014年12月舉行的“年度盛宴”，只能播放本人致谢录音。
2014年11月，在家修养期间，姚贝娜曾经向母亲李信敏表示过自己死后捐赠器官的意愿。同月，姚贝娜在北京大学深圳医院被确认四级肺癌。
2014年11月至12月，姚贝娜曾经转院至广州进行治疗，并在12月26日回到北京大學深圳醫院。当日，姚贝娜再次向父母提出逝世后捐献自己器官的要求。
2014年12月26日，姚贝娜病情恶化，入住北京大學深圳醫院特诊科。
2015年1月9日上午，父亲姚峰代她签订了眼角膜捐赠表。当日中午，姚贝娜进入ICU。姚贝娜的父母二人也签订了器官捐献协议。
2015年1月16日16时55分，姚贝娜因乳腺癌复发，在深圳市北京大学深圳医院病逝，年仅33岁。
按照她的遗愿，姚贝娜于当日19时40分在医院负一层接受了由姚晓明医生主持的角膜摘取手术，用时5分钟。姚贝娜的一部分角膜移植给深圳及成都两位受捐者。1月29日，姚贝娜的部分眼角膜在家乡武汉的广州军区湖北总医院移植给一位来自湖南的女生。2016年1月18日，姚貝娜的另一部分眼角膜移植给贵州一位老太太。姚贝娜捐献的眼角膜一共帮助四人获得光明。
2015年1月20日，姚贝娜遗体告别会于上午在深圳市殡仪馆大礼堂举行，并于当日火化。姚貝娜生前工作的华谊兄弟音乐公司的同事，以及刘欢、萨顶顶、刘亦菲、谭维维和那英等歌手和《中国好声音》的部分參賽選手张碧晨、毕夏、林育群、田丹等人出席了追悼会，姚贝娜的亲友和众多歌迷也到场参加。
2015年9月，姚貝娜的骨灰由父母乘搭高铁从深圳护送回到家鄉武汉，安葬於湖北省武漢市洪山區石門峰紀念公園。這裡有她的等身白銅雕像，雕像底座上刻有她父母姚峰、李信敏的題字，「一個熱愛唱歌的女孩，一個用生命歌唱的女孩」。

## 纪念

### 小行星命名“姚貝娜”
北京時間2015年4月9日消息，據國際天文學聯合會（IAU）2015年4月4日出版的MPC93071小行星公告，第41981號小行星被命名為“姚貝娜”(Yaobeina)，NASA官網也已更新該小行星命名信息。
小行星的運行軌道於2015年3月9日被正式確定，在火星和木星之間，呈橢圓形。其目視星等約+17.5等，肉眼不可見，能通過望遠鏡觀測。這顆小行星由香港天文學會前會長、天文愛好者楊光宇在2000年12月28日發現。楊光宇向《新京報》記者表示，小行星命名一事是受一位好朋友所托。這位朋友認為姚貝娜是一位勇敢積極的好榜樣。
美國太空總署NASA的官方網站這樣介紹姚貝娜：“姚貝娜(1981-2015)，一位才華橫溢又充滿勇氣的中國女歌手，曾因在流行音樂方面的造詣屢獲獎項。她有一首歌叫做《心火》，講述她與癌癥抗爭的故事。不幸離世後，她捐獻出了自己的眼角膜”。
姚貝娜的父親、作曲家姚峰知道此消息後表示「『姚貝娜』星，是我的一種精神寄託」、「恰好把1981送給她，貝娜就是1981年出生的」，並借用姚貝娜的「教父」、劇作家唐躍生的一句歌詞「有個女兒好比擁有許多自己，你代替我去穿越蒼穹天宇；如果有一天回到我身邊，請全世界暫時離開你。」表示「感恩每一位心疼姚貝娜的人」。

### 私人物品慈善拍卖
2015年4月19日至24日，姚贝娜私人物品慈善拍卖会“天使在人间—让爱延续”在藝典中國網進行6場拍賣會。姚贝娜的父母表示，拍卖会的意义是希望喜爱姚贝娜的朋友可以代替年事已高的他们保存姚贝娜的物品，并且延续姚贝娜的爱心。本次拍卖会600余件拍品总成交额近270万元，成交率100%。扣除拍卖会开支之后，拍卖会所得251万人民币由姚贝娜父母捐赠给新疆维吾尔自治区塔克拉玛干县中学，用于改善教学条件及建设音乐教室。

### 全国道德模范候选人评选
2015年6月13日，姚贝娜被评为第五届全国道德模范广东省候选人，此前她曾获得“广东好人”称号。

### 紀念專輯與歌曲
2015年4月15日，紀念專輯《永存》發行。整張專輯由劉家昌全權負責。
2015年9月26日，姚贝娜34岁冥誕当天，紀念專輯 《天生驕傲》發行。整張專輯僅有《如果沒有你》 是姚貝娜完整錄音制作版本，其他都是用挑選Demo時試錄的Vocal重新编曲而成。
2016年1月16日，姚貝娜逝世一週年，紀念單曲 《風光》發行，詞作者文雅，曲作者李偲菘。這首歌於于2014年8月29日录制。歌曲發表後，詞作者文雅在新浪微博表示，《風光》是「我在知道你復發後懷著無法言說的心情寫的，是你（姚貝娜）在知道生命所剩無幾時唱的」。
2016年9月26日，姚贝娜35岁冥诞当天，纪念专辑《不凡》正式发布。这张专辑中一共有12首歌，包括姚贝娜生前有机会听到的后援会会歌《一起走过》，都是歌迷为姚贝娜创作、演唱的。

### 紀念網站成立
2016年9月26日，姚貝娜34歲冥誕當天，紀念網站娜樣芳華資訊網正式上線發布。網站收集了圖片、音樂、訪談、媒體報導、紀念文章、音樂鑒賞等多方面內容。

### 「姚貝娜獎助學金」設立
2019年，姚貝娜的父母在三人的母校武漢音樂學院以姚貝娜的名義設立獎學金與助學金，並且在設立多時候提出三項條件：不舉行捐贈儀式，不開捐贈座談會，不對外宣傳。姚貝娜的母親李信敏首先劃撥人民幣一百萬元作為助學金，夫妇二人随后又追加了两百万人民币，合共成立由奖学金和助学金组成的“姚贝娜音乐奖”。根据武汉音乐学院的资料，2024年，“姚贝娜助学金”为9名获奖者颁发每人3000元人民币的助学金，“姚贝娜奖学金”为9名获奖者颁发每人8000元人民币的奖学金。

### 傳記出版
2022年9月26日，姚貝娜41歲冥誕當天，原《武漢晚報》總編輯范洪濤所著傳記《姚貝娜：一個用生命歌唱的女孩》（東方出版社，2022）公開發售。范洪濤在姚貝娜小時候便與她們一家認識，也參與了姚貝娜逝世後墓地的選址。

### 逝世十周年纪念音乐会
2025年1月16日，姚贝娜逝世十周年，歌迷在她的家乡湖北武汉举行“总有一天·爱里重逢”纪念音乐会。纪念活动上姚贝娜家人及众多生前好友也通过VCR回忆她生前点滴、表达怀念。纪念活动还包括歌迷合唱、沙画等形式。

## 音乐作品
根据统计，姚贝娜一生共留下將近400首音乐作品，部分由于各种原因未能公开发表。

### 专辑
| 《姚贝娜 單曲》 | 《姚贝娜 單曲》 | 《姚贝娜 單曲》 | 《姚贝娜 單曲》 | 《姚贝娜 單曲》 | 《姚贝娜 單曲》 |
| 曲序            | 曲目            |                 | 作曲            | 编曲            | 时长            |
| --------------- | --------------- | --------------- | --------------- | --------------- | --------------- |
| 1.              | 心如明月        | 予子            | 胡旭東          | 李珂            | 4:03            |

| 《姚贝娜 來不及EP》 | 《姚贝娜 來不及EP》  | 《姚贝娜 來不及EP》 | 《姚贝娜 來不及EP》 | 《姚贝娜 來不及EP》 | 《姚贝娜 來不及EP》 |
| 曲序                | 曲目                 |                     | 作曲                | 编曲                | 时长                |
| ------------------- | -------------------- | ------------------- | ------------------- | ------------------- | ------------------- |
| 1.                  | 来不及               | 姚贝娜              | 姚贝娜              | 孟军                | 4:13                |
| 2.                  | 一個人聽見全世界聽見 | 吳向飛              | 曲世聰              |                     | 3:55                |
| 3.                  | 暗傷                 | 羅茜                | 姚贝娜              | 捞仔                | 3:41                |

| 《姚贝娜 同名专辑》 | 《姚贝娜 同名专辑》 | 《姚贝娜 同名专辑》 | 《姚贝娜 同名专辑》 | 《姚贝娜 同名专辑》 | 《姚贝娜 同名专辑》 |
| 曲序                | 曲目                |                     | 作曲                | 编曲                | 时长                |
| ------------------- | ------------------- | ------------------- | ------------------- | ------------------- | ------------------- |
| 1.                  | 小头发              | 姚贝娜              | 姚贝娜              | 夏侯哲              | 4:33                |
| 2.                  | 如果我们没有遇见    | 姚贝娜              | 姚贝娜              | 张江                | 4:21                |
| 3.                  | 梦里开的花          | 成沐恩              | 赵贝贝              | 韩佳                | 4:02                |
| 4.                  | 我要的很简单        | 赵贝贝 姚贝娜       | 赵贝贝              |                     | 3:57                |
| 5.                  | 莲                  | 姚贝娜              | 姚贝娜              | 姚贝娜              | 4:37                |
| 6.                  | 不聪明              | 姚贝娜              | 姚贝娜              |                     | 5:21                |
| 7.                  | 一生花              | 冀楚忱              | 姚贝娜              | 姚贝娜              | 3:34                |
| 8.                  | 睡着了的云          | 姚贝娜              | 沙宝亮              | 夏侯哲              | 4:48                |
| 9.                  | 只因为爱            | 老沫                | 沙宝亮              | 孟军                | 4:14                |
| 10.                 | 一声忧伤（听）      | 谢迪                | 沙宝亮              |                     | 4:40                |
| 11.                 | 可以不可以          | 赵贝贝 老沫 姚贝娜  | 赵贝贝              |                     | 4:19                |

| 《1/2的我EP》 | 《1/2的我EP》 | 《1/2的我EP》 | 《1/2的我EP》 | 《1/2的我EP》 | 《1/2的我EP》 |
| 曲序          | 曲目          |               | 作曲          | 编曲          | 时长          |
| ------------- | ------------- | ------------- | ------------- | ------------- | ------------- |
| 1.            | 心火          | 文雅          | 崔迪          | 李晓亮        | 4:21          |
| 2.            | 不唱情歌      | 周自从        | 黄韵玲        | 钟兴民        | 4:17          |
| 3.            | 爱无反顾      | 唐恬          | 梁翘柏        | Johnny Yim    | 4:54          |
| 4.            | 战争世界      | 唐湘智        | 唐湘智        |               | 3:19          |

### 紀念專輯
| 《永存》               | 《永存》               | 《永存》               |
| 全碟词曲及编曲：刘家昌 | 全碟词曲及编曲：刘家昌 | 全碟词曲及编曲：刘家昌 |
| 曲序                   | 曲目                   | 时长                   |
| ---------------------- | ---------------------- | ---------------------- |
| 1.                     | 坦誠                   | 4:59                   |
| 2.                     | 念你                   | 3:42                   |
| 3.                     | 霧                     | 4:55                   |
| 4.                     | 無奈的四季             | 4:48                   |
| 5.                     | 一筆勾銷               | 3:42                   |
| 6.                     | 你真酷                 | 3:47                   |
| 7.                     | 連心                   | 4:58                   |
| 8.                     | 開瓶                   | 3:38                   |
| 9.                     | 靠自己                 | 4:26                   |
| 10.                    | 所以才                 | 3:43                   |
| 11.                    | 慈恩                   | 3:26                   |
| 12.                    | 昨夜的雨               | 4:23                   |

| 《天生驕傲》 | 《天生驕傲》   | 《天生驕傲》 | 《天生驕傲》                        | 《天生驕傲》 |
| 曲序         | 曲目           |              | 作曲                                | 时长         |
| ------------ | -------------- | ------------ | ----------------------------------- | ------------ |
| 1.           | 戒指           | 鄭楠,張鵬鵬  | 鄭楠                                | 4:34         |
| 2.           | 光             | 侯磊,林清讓  | 侯磊                                | 3:48         |
| 3.           | 兩個你         | 劉家澤       | 顏小健                              | 4:08         |
| 4.           | 如果沒有你     | 金玟岐       | 金玟岐                              | 4:39         |
| 5.           | 迷戀           | 呂輝         | 李宇                                | 3:02         |
| 6.           | 路             | 倉雁彬       | 倉雁彬                              | 3:26         |
| 7.           | 12.18          |              |                                     | 4:40         |
| 8.           | Mr意外         |              | 姚貝娜                              | 2:56         |
| 9.           | 3.12           |              |                                     | 3:46         |
| 10.          | 時間都去哪兒了 | 陳曦         | 董冬冬                              | 3:53         |
| 11.          | 隨它吧         | 陳少琪       | Kristen Anderson-Lopez,Robert Lopez | 3:47         |

| 《風光》 | 《風光》 | 《風光》 | 《風光》 | 《風光》 |
| 曲序     | 曲目     |          | 作曲     | 时长     |
| -------- | -------- | -------- | -------- | -------- |
| 1.       | 風光     | 文雅     | 李偲菘   | 3:39     |

### 單曲个人创作
- 作曲：
  - 2006年 《花愿》
  - 2007年 《如果我们没有遇见》、《不聪明》
  - 2008年 《两个人的世界》
  - 2009年 《暗伤》、《来不及》
  - 2010年 《黑》
  - 2011年 《东方之恋》、《小头发》
  - 其他《莲》、《一生花》 《祖国，我的爱恋》[47]

- 作词：
  - 2006年 《花愿》、《落雪》
  - 2007年 《如果我们没有遇见》、《不聪明》
  - 2008年 《两个人的世界》
  - 2009年 《来不及》
  - 2010年 《黑》、《我要的很简单》
  - 2011年 《小头发》
  - 其他《莲》、《睡着了的云》、《可以不可以》

- 编曲：
  - 《莲》、《一生花》

- 制作：
  - 《莲》、《一生花》

## 轶事
姚贝娜的母亲与刘亦菲的母亲曾经是同事，姚贝娜与刘亦菲两人小时候也在同一个大院长大，并且一起玩耍。2015年4月，刘亦菲的母亲在北京参加了姚贝娜的追思会。
姚贝娜本人是德国足球队的球迷。2014年7月，德国队夺得世界杯冠军时，姚贝娜更新了微博庆祝。
姚贝娜在2009年离开海政文工团时的“军衔档次”为文职8级5档，相当于“中尉”，然而，由于当年办理退伍的军官名额有限，着急退伍的姚贝娜最终以战士身份离开军队。
姚贝娜非常喜欢日本歌手椎名林檎，2010年时甚至在微博上曾经开玩笑地说，“为什么没人喜欢我的椎名林擒!为什么我对她痴迷 !你们却视而不见!完了!完了! ”。
姚贝娜和谭维维在2005年因为共同参演音乐剧《金沙》而相识，并且成为挚友。2015年1月，姚贝娜病重时，身为佛教徒的谭维维在西藏为姚贝娜磕头祈福。姚贝娜病逝后，谭维维在参加《我是歌手2015》时演唱了姚贝娜的成名曲《也许明天》，并且在曲中华彩部分加入姚贝娜的录音舞台绝唱《鱼》的旋律，以及在曲尾加入姚贝娜演唱华语版本的《Let It Go》以纪念挚友。